# Vanessa Sterckendries
Vanessa Sterckendries (15 de septiembre de 1995) es una deportista de Bélgica que compite en atletismo. Ganó una medalla de plata en el Campeonato Europeo de Atletismo por Equipos de 2021, en la prueba de lanzamiento de martillo.